# Kopeček (Bobravská vrchovina)
Kopeček (479,41 m n. m.) je nejvyšší vrchol na území města Brna, nejvyšší bod Bobravské vrchoviny a také  Přírodního parku Podkomorské lesy. Leží na katastrálním území Bystrc severně od Masarykova okruhu, asi 200 metrů za hranicí katastrálního území městyse Ostrovačice. Vzhledem k lesnímu porostu však toto místo nenabízí výhledy do okolí.

## Galerie

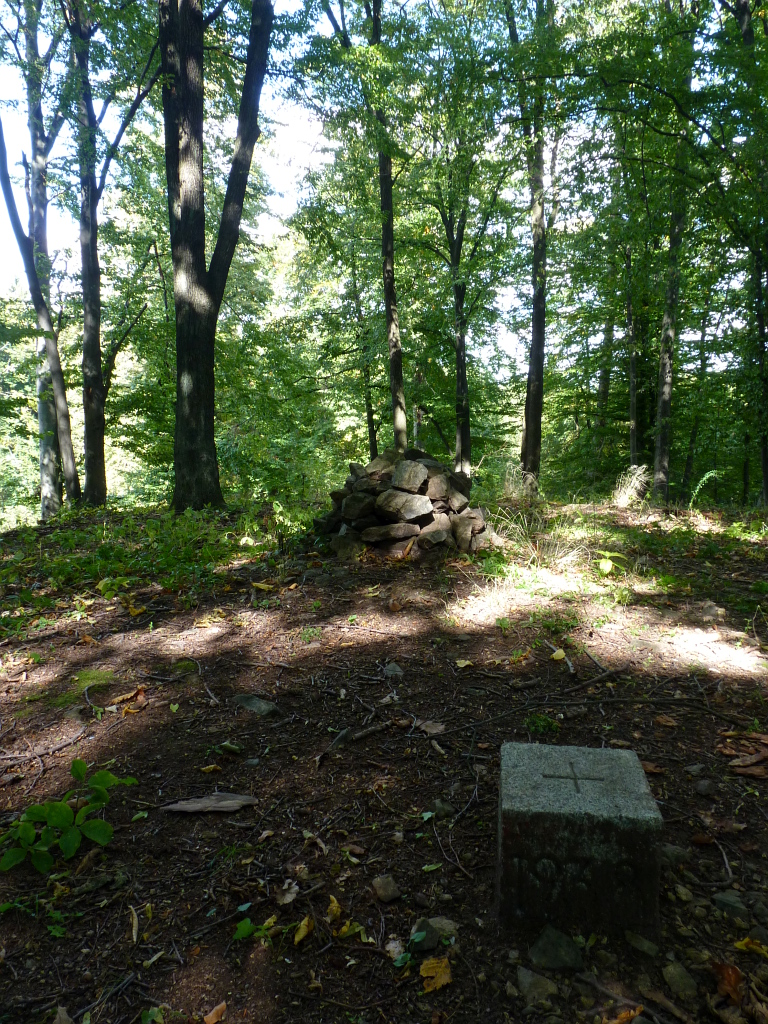
Kóta 479 m

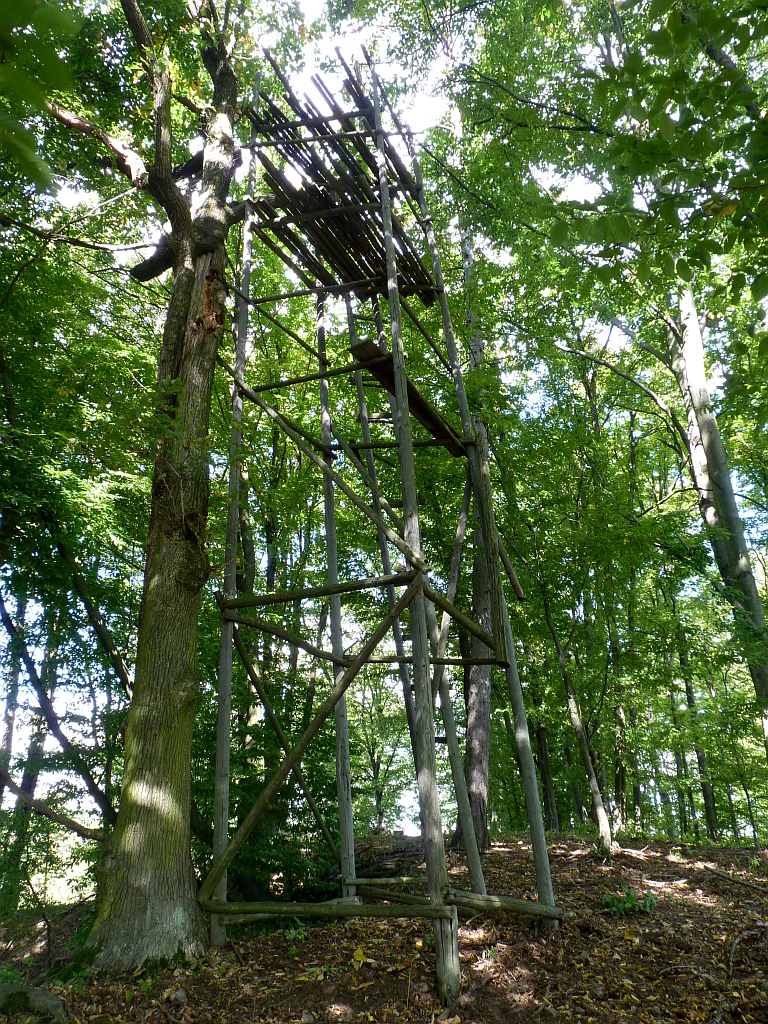
Posed ve vrcholové části

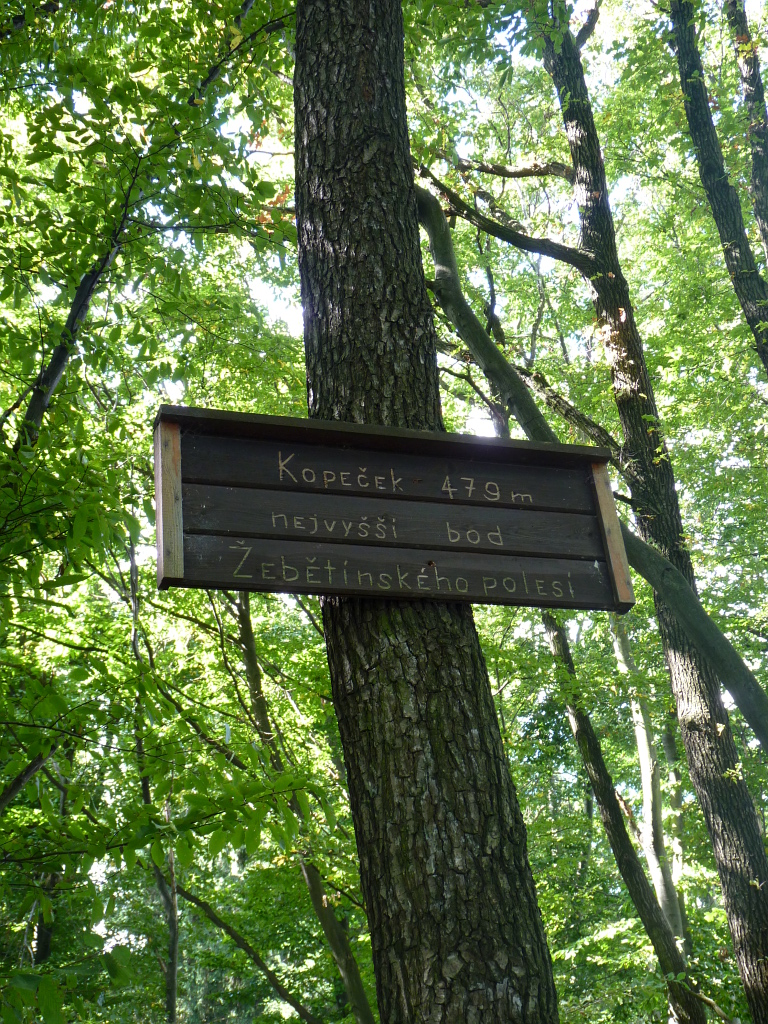
Tabule na vrcholu